# マスキーゴン郡 (ミシガン州)
マスキーゴン郡（英: Muskegon County）は、アメリカ合衆国ミシガン州ロウアー半島の西部に位置する郡である。人口は17万5824人（2020年）。郡庁所在地はマスキーゴンであり、同郡で人口最大の都市である。
マスキーゴン郡はその全体でマスキーゴン・ノートンショアーズ都市圏を構成しており、またそれより大きなグランドラピッズ・マスキーゴン・ホランド広域都市圏に属している。

## 歴史
1812年頃、ジャン・バティスト・リコレクトとピエール・コンスタンがこの地域で交易基地を設立した。1836年のワシントン条約により、インディアンは後にマスキーゴン郡となる土地を含めミシガン州の土地を割譲し、その後の大々的な開拓に開放された。
マスキーゴン郡は1859年い組織化された。郡名は郡内を流れマスキーゴン湖に注いだ後、ミシガン湖に流れ込むマスキーゴン川から採られた。この「マスキーゴン」という言葉はオジブワ族（チッペワ族）の言葉で「沼地を」意味する "mashkig" に拠っていた。

## 地理
アメリカ合衆国国勢調査局に拠れば、郡域全面積は1,459.30平方マイル (3,779.6 km2)であり、このうち陸地509.12平方マイル (1,318.6 km2)、水域は950.18平方マイル (2,461.0 km2)で水域率は65.11%である。

### 特徴的な地形
- ホワイト湖
- ホワイト川
- マスキーゴン湖
- マスキーゴン川

### 主要高規格道路
| 州間高速道路 - 州間高速道路96号線 アメリカ国道 - アメリカ国道31号線 - アメリカ国道31号線産業道路、マスキーゴン中心街を通る環状線 - アメリカ国道31号線産業道路、ホワイトオールとモンタギュー中心街を通る環状線 | ミシガン州道 - ミシガン州道37号線 - ミシガン州道46号線 - ミシガン州道120号線 | マスキーゴン郡指定道路 - 郡道15号線 - 郡道23号線 - 郡道31号線 - 郡道35号線 - 郡道72号線 - 郡道86号線 |

### 隣接する郡
- オセアナ郡 - 北
- ニウェーゴ郡 - 北東
- ケント郡、オタワ郡 - 東
- オタワ郡 - 南
- ミルウォーキー郡 (ウィスコンシン州) - 南西
- オゾーキー郡 (ウィスコンシン州) - 西

### 国立保護地域
- マニスティー国立の森（部分）

## 人口動態
以下は2000年の国勢調査による人口統計データである。
| 基礎データ - 人口: 170,200人 - 世帯数: 63,330 世帯 - 家族数: 44,267 家族 - 人口密度: 129人/km2（334人/mi2） - 住居数: 68,556軒 - 住居密度: 52軒/km2（135軒/mi2） 人種別人口構成 - 白人: 81.25% - アフリカン・アメリカン: 14.20% - ネイティブ・アメリカン: 0.82% - アジア人: 0.42% - 太平洋諸島系: 0.01% - その他の人種: 1.28% - 混血: 2.01% - ヒスパニック・ラテン系: 3.53% 先祖による構成 - ドイツ系：17.2% - オランダ系：9.8% - アメリカ人：7.3% - イギリス系：7.2% - アイルランド系：6.8% - ポーランド系：5.5% 言語による構成 - 英語：95.9% - スペイン語：2.6% | 年齢別人口構成 - 18歳未満: 27.5% - 18-24歳: 8.7% - 25-44歳: 29.0% - 45-64歳: 21.9% - 65歳以上: 12.9% - 年齢の中央値: 36歳 - 性比（女性100人あたり男性の人口） - 総人口: 98.3 - 18歳以上: 95.4 世帯と家族（対世帯数） - 18歳未満の子供がいる: 34.6% - 結婚・同居している夫婦: 51.6% - 未婚・離婚・死別女性が世帯主: 13.9% - 非家族世帯: 30.1% - 単身世帯: 25.2% - 65歳以上の老人1人暮らし: 10.4% - 平均構成人数 - 世帯: 2.59人 - 家族: 3.10人 収入と家計 - 収入の中央値 - 世帯: 38,008米ドル - 家族: 45,710米ドル - 性別 - 男性: 35,952米ドル - 女性: 25,430米ドル - 人口1人あたり収入: 17,967米ドル - 貧困線以下 - 対人口: 11.4% - 対家族数: 8.8% - 18歳未満: 16.0% - 65歳以上: 8.2% |

## 郡政府
郡政府は郡監獄の運営、地方道の維持、地方裁判所の運営、権利譲渡と抵当権設定記録など重要記録の維持、公衆衛生規制の管理、福祉など社会サービスの項目で州の施策への参加を行う。郡政委員会は予算を管理するが、法や条例を作るのは限定付き権限である。ミシガン州では、警察と消防、建設と区画割、税評価、街路維持など地方政府の大半機能は個々の都市と郡区の責任である。

### 州政府の機関
ミシガン州矯正省がマスキーゴン市の南東部にあるマスキーゴン矯正施設を運営している。この刑務所は1974年に開所された。

## 郡区
マスキーゴン郡は下記16の郡区に分割されている。
| - ブルーレイク - カスノビア - シーダークリーク - ダルトン | - イーゲルストン - フルートランド - フルートポート・チャーター - ホルトン | - レイクトン - モンタギュー - ムーアランド - マスキーゴン・チャーター | - ラベンナ - サリバン - ホワイトリバー - ホワイトホール |

## 都市と町
| - モンタギュー - マスキーゴンハイツ - マスキーゴン - 郡庁所在地 | - ノースマスキーゴン - ノートンショアーズ | - ルーズベルトパーク - ホワイトホール |

### 村
- カスノビア
- フルートポート
- レイクウッド
- ラベンナ

### 未編入の町
- ベイリー
- ツインレイク、国勢調査指定地域
- ワバニンゴ
- ウルフレイク、国勢調査指定地域

## 歴史銘板
郡内には23か所に公式の州指定歴史銘板がある
- ブラフトン・アクターズ・コロニー / バスター・キートン
- セントラル・ユニアテッド・メソジスト教会
- エバーグリーン墓地
- フルートランド地区第6学校
- ハックレー邸
- ハックレー公共図書館
- ハックレー・ホルト邸
- ヒューム邸
- ジャン・バティスト・リコレクト交易基地
- レイクサイド
- レバノン・ルーテル教会
- ホワイト湖の製材 / ステイプルズ & コーベル製材所
- マーシュフィールド
- マウス墓地
- マスキーゴン・ビジネスカレッジ
- マスキーゴン・ログ・ブーミング会社
- マスキーゴン婦人クラブ
- 昔のインディアン墓地
- ピンチタウン
- ルス・トンプソン
- トーレント邸
- ユニオン駅
- ホワイト湖ヨットクラブ

### ホワイト湖ヨットクラブ
2003年、ホワイト湖ヨットクラブがダニエル・J・イエイクス他の監修で『ルッキング・アフト：ホワイト湖ヨットクラブの歴史とホワイトこの観光』を出版した。